# 阮㮡
阮㮡（越南语：／；1874年—？年），越南阮朝官員。

## 生平
阮㮡是乂安省英山府南壇縣盛樂社丹染村（今屬乂安省南壇縣雄進社）人，嗣德二十七年（1874年）出生，祖父是進士阮泰。成泰十八年（1906年），參加乂安場鄉試，考中舉人。維新四年（1910年），會試中格，庭試考中副榜。後任工部承辦。